# Campi Flegrei (vino)
Il Campi Flegrei è una DOC riservata ad alcuni vini la cui produzione è consentita nella città metropolitana di Napoli.

## Zona di produzione
La zona di produzione comprende l'intero territorio dei seguenti comuni:
Città metropolitana di Napoli
Procida, Pozzuoli, Bacoli, Monte di Procida e Quarto
e parte di quello di: Marano di Napoli

## Storia
Una fondata ipotesi è che l’origine del nome Falanghina è dovuta al tutore in legno di sostegno alla vite detto localmente "falanga". Spesso si riscontrano i vecchi sistemi di allevamento a propaggine lunga "metodo Puteolano" con piante secolari.

## Tecniche di produzione
Le pratiche enologiche di vinificazione prevedono, tra l'altro, che le etichette apposte sulle bottiglie dei vini Campi Flegrei DOC devono obbligatoriamente riportare l'annata di produzione delle uve ad esclusione di quelle relative ai vini spumanti.
Il vino Campi Flegrei DOC rosso può essere utilizzato per designare il "novello", ottenuto da uve che rispondano alle condizioni ed ai requisiti stabiliti dal disciplinare di produzione in ottemperanza alle vigenti norme per la preparazione dei novelli.

## Disciplinare
Il Campi Flegrei DOC è stato istituito con DM 3 ottobre 1994 pubblicato sulla Gazzetta Ufficiale n. 238 del 11 novembre 1994.
Successivamente è stato modificato con:
- DM 14 ottobre 2011 GU 250 - 26 ottobre 2011;
- DM 30 novembre 2011 GU 295 - 20 dicembre 2011 Pubblicato sul sito ufficiale del Mipaaf Sezione Qualità e Sicurezza Vini DOP e IGP;
- La versione in vigore è stata approvata con DM 7 marzo 2014 Pubblicato sul sito ufficiale del Mipaaf Sezione Qualità e Sicurezza Vini DOP e IGP.[1]

## Tipologie

### Bianco
| uvaggio                        | Falanghina min 50 max 70%; altri vitigni a bacca bianca non aromatici idonei o consigliati per la provincia di Napoli max 50%. |
| titolo alcolometrico minimo    | 10,50% vol. |
| acidità totale minima          | 5,0 g/l. |
| estratto secco minimo          | 14,00 g/l |
| resa massima di uva per ettaro | 120 q. |
| resa massima di uva in vino    | 70 % |

#### Caratteri organolettici
- Aspetto: giallo paglierino;
- Olfatto: delicato, fine;
- Gusto: fresco, secco, armonico.

#### Abbinamenti consigliati
Pesce al forno o alla griglia.

### Rosso
| uvaggio                        | Piedirosso min 50%; Aglianico min 30%; possono concorrere altri vitigni a bacca nera non aromatici idonei o consigliati per la provincia di Napoli max 20%. |
| titolo alcolometrico minimo    | 11,50% vol. |
| acidità totale minima          | 5,0 g/l. |
| estratto secco minimo          | 18,00 g/l |
| resa massima di uva per ettaro | 100 q. |
| resa massima di uva in vino    | 70 % |

#### Caratteri organolettici
- Aspetto: rosso rubino, Rosso rubino con riflessi granati;
- Olfatto: vinoso, piacevole, caratteristico;
- Gusto: secco, armonico.

#### Abbinamenti consigliati
Primi piatti a base di carne, portate di carne arrosto o alla griglia, formaggi di media stagionatura.

### Falanghina
| uvaggio                        | Falanghina min 90%; possono concorrere altri vitigni a bacca bianca, non aromatici, raccomandati o autorizzati per la provincia di Napoli max 10%. |
| titolo alcolometrico minimo    | 11,00% vol. |
| acidità totale minima          | 4,5 g/l. |
| estratto secco minimo          | 15,00 g/l |
| resa massima di uva per ettaro | 120 q. |
| resa massima di uva in vino    | 70 % |

#### Caratteri organolettici
- Aspetto: paglierino più o meno intenso con riflessi verdognoli;
- Olfatto: delicato, gradevole, caratteristico;
- Gusto: secco, armonico, morbido;

#### Abbinamenti consigliati
Pesce al forno o alla griglia.

### Piedirosso
| uvaggio                        | Piedirosso min 90%; possono concorrere altri vitigni a bacca rossa, non aromatici, idonei o consigliati per la provincia di Napoli max 10%. |
| titolo alcolometrico minimo    | 11,50% vol. |
| acidità totale minima          | 5,0 g/l. |
| estratto secco minimo          | 18,00 g/l |
| resa massima di uva per ettaro | 100 q. |
| resa massima di uva in vino    | 70 % |

#### Caratteri organolettici
- Aspetto: rosso rubino più o meno intenso, tendente al granato con l’invecchiamento:
- Olfatto: intenso, caratteristico;
- Gusto: asciutto, armonico;

#### Abbinamenti consigliati
Primi piatti a base di carne, portate di carne arrosto o alla griglia, formaggi di media stagionatura.

### Piedirosso riserva
| uvaggio                        | Piedirosso min 90%; possono concorrere altri vitigni a bacca rossa, non aromatici, idonei o consigliati per la provincia di Napoli max 10%. |
| titolo alcolometrico minimo    | 11,50% vol. |
| acidità totale minima          | 5,0 g/l. |
| estratto secco minimo          | 18,00 g/l |
| resa massima di uva per ettaro | 100 q. |
| resa massima di uva in vino    | 70 % |

#### Caratteri organolettici
- Aspetto: rosso rubino più o meno intenso, tendente al granato con l’invecchiamento:
- Olfatto: intenso, caratteristico;
- Gusto: asciutto, armonico;

#### Abbinamenti consigliati
Portate di carne arrosto o alla griglia, portate di selvaggina, formaggi stagionati.

### Piedirosso rosato
| uvaggio                        | Piedirosso min 90%; possono concorrere altri vitigni a bacca rossa, non aromatici, idonei o consigliati per la provincia di Napoli max 10%. |
| titolo alcolometrico minimo    | 11,50% vol. |
| acidità totale minima          | 5,0 g/l. |
| estratto secco minimo          | 16,00 g/l |
| resa massima di uva per ettaro | 100 q. |
| resa massima di uva in vino    | 70 % |

#### Caratteri organolettici
- Aspetto: da rosa tenue a rosa cerasuolo,
- Olfatto: intenso, complesso, fine, fruttato;
- Gusto: secco, morbido, fresco, sapido;

#### Abbinamenti consigliati
Pesce al forno o alla griglia, pasta con salse diverse.

### Piedirosso passito
| uvaggio                        | Piedirosso min 90%; possono concorrere altri vitigni a bacca rossa, non aromatici, idonei o consigliati per la provincia di Napoli max 10%. |
| titolo alcolometrico minimo    | 17,00% vol. |
| acidità totale minima          | 4,0 g/l. |
| estratto secco minimo          | 26,00 g/l |
| resa massima di uva per ettaro | 100 q. |
| resa massima di uva in vino    | 45 % |

#### Caratteri organolettici
- Aspetto: rosso rubino più o meno intenso, tendente al granato con l'invecchiamento;
- Olfatto: intenso, gradevole, caratteristico;
- Gusto: dal secco al dolce, armonico, morbido, caratteristico;

#### Abbinamenti consigliati
Biscotti e pasticcini, formaggi erborinati.

### Falanghina passito
| uvaggio                        | Piedirosso min 90%; possono concorrere altri vitigni a bacca rossa, non aromatici, idonei o consigliati per la provincia di Napoli max 10%. |
| titolo alcolometrico minimo    | 15,00% vol. |
| acidità totale minima          | 4,5 g/l. |
| estratto secco minimo          | 22,00 g/l |
| resa massima di uva per ettaro | 120 q. |
| resa massima di uva in vino    | 45 % |

#### Caratteri organolettici
- Aspetto: giallo dorato tendente all’ambrato,
- Olfatto: intenso, complesso, fine, vinoso;
- Gusto: dal secco al dolce, caldo, morbido;

#### Abbinamenti consigliati
Biscotti e pasticcini, formaggi erborinati.

### Falanghina spumante
| uvaggio                        | Piedirosso min 90%; possono concorrere altri vitigni a bacca rossa, non aromatici, idonei o consigliati per la provincia di Napoli max 10%. |
| titolo alcolometrico minimo    | 11,50% vol. |
| acidità totale minima          | 6,0 g/l. |
| estratto secco minimo          | 15,00 g/l |
| resa massima di uva per ettaro | 120 q. |
| resa massima di uva in vino    | 70 % |

#### Caratteri organolettici
- Aspetto: paglierino più o meno carico; spuma: fine e persistente;
- Olfatto: delicato, caratteristico;
- Gusto: da brut a extradry:

#### Abbinamenti consigliati
Aperitivi, insalate di pesce, a tutto pasto.